# Herdenkingsmonument (Westbroek)
Het Herdenkingsmonument is een gedenkmonument in Westbroek  in de Zuid-Limburgse gemeente Meerssen. Het monument staat aan de straat Westbroek bij de T-kruising Westbroek, Broekveldweg en Kampweg.

## Geschiedenis
In juli 2021 wordt Nederlands Zuid-Limburg samen met aangrenzende delen van België en Duitsland getroffen door een dermate zware neerslag dat de beken de hoeveelheid water niet meer aankonden en buiten hun oevers traden. Verschillende plaatsen kwamen onder water te staan en er moesten mensen geëvacueerd worden, waaronder ook te Westbroek. In Westbroek stond het water toen 1,23 meter hoog.
Op 15 juli 2022 werd, één jaar na de watersnood, in Westbroek een herdenkingsmonument door de Meerssense burgemeester Mirjam Clermonts-Aretz onthuld dat herinnert aan het hoogwater en de impact ervan.

## Monument
Het monument bestaat uit een grote Maaskei waarop een bronzen plaquette aangebracht is.
De tekst op de bovenste plaquette luidt:

1,23 M
Hoogste
waterstand
15 juli 2021

De tekst op de onderste plaquette luidt:

In juli 2021 werden grote gebieden
in de gemeente Meerssen
als gevolg van extreme regenbuien
getroffen door zware overstromingen
met enorme schade en onzekerheid
maar ook grote saamhorigheid als gevolg.
Samen zijn we sterk.